# Ісаківці
Ісакі́вці — село в Україні, у Жванецькій сільській територіальній громаді Кам'янець-Подільського району Хмельницької області.

## Назва
Нинішня назва «Ісаківці» походить від особового імені Ісак, який, певно, був одним з перших поселенців.

## Географія
Наддністрянське село Ісаківці розташоване в південно-західній частині України, на відстані 44 км від міста Борщів та 22 км від міста Кам'янець-Подільський, на березі де річка Збруч впадає в Дністер, на південному-заході району на межі між Хмельницькою, Тернопільською і Чернівецькою областями. Повз село проходить автошлях територіального значення Т 2002.
Поряд через річку знаходиться село Окопи, яке має численні історичні пам'ятки.

### Клімат
Для села характерний помірно континентальний клімат. Ісаківці розташовані у «теплому Поділлі», тут весна настає на 2 тижні раніше, південь області це один з найтепліших регіоні. Але діяльність людини призводить до зміни клімату та глобального потепління.

## Історія
Село з'явилось на початку XV століття. Вперше зустрічається в офіційних джерелах 1448 року під назвою «Issakowcze».
Церква святого Михаїла відома з першої половини XVIII століття — дерев'яна, обмазана глиною, з низьким глухим куполом. В 1768 році пограбована турецькими військами, парафія була скасована до 1827 року.
Внаслідок поразки Перших визвольних змагань на початку XX століття, село надовго окуповане російсько-більшовицькими загарбниками. У селі проходив кордон до 1939 року по річці Збруч, так з 1 листопада 1926 по 1 листопада 1927 польські прикордонники затримали 9509 перебіжчиків із радянської сторони, люди тікали від радянських репресій, у зворотному напрямку, за той же період 745 осіб,
Радянська окупація принесла колективізацію та розкуркулення, селяни зазнали репресій.
В 1932–1933 селяни села пережили сталінський геноцид. Коли почався голод, усе більше людей намагалося втекти на правий берег річки Збруч. А там місцеві священники закликали селян збирати продукти для голодуючих з лівого берега.
4 квітня 1944 року радянські полки 101-го стрілецького корпусу вибили з Ісаківців німецькі війська. По закінченню Другої світової війни у 1946—1947 роках мешканці села вчергове пережили голод.
З 24 серпня 1991 року село входить до складу незалежної України.
14 жовтня 2015 року на території Дністровсько-Подільської січі в селі Ісаківці відбулися святкування українського козацтва.
8 вересня 2017 року шляхом об'єднання сільських рад, село увійшло до складу Жванецької сільської громади.

## Населення
Згідно з переписом УРСР 1989 року чисельність наявного населення становила 62 особи.
За переписом населення України 2001 року в селі мешкало 64 особи.

### Мова
У селі поширена південноподільська говірка, що відноситься до подільського говору, який належить до південно-західного наріччя.
Розподіл населення за рідною мовою за даними перепису 2001 року:
| Мова       | Кількість | Відсоток |
| ---------- | --------- | -------- |
| українська | 60        | 93.75%   |
| російська  | 4         | 6.25%    |
| Усього     | 64        | 100%     |

## Пам'ятний знак
Поряд зі селом через річку Збруч в Тернопільській області у 2002 році відновлено пам'ятний знак «Півень, що на три держави піяв». До 1914 року по Збруч пролягав кордон між Російською імперією й Австро-Угорщиною. Від 1921 року по річці Збруч пролягав кордон між СРСР і Польщею, а по річці Дністер — з Румунією. Сьогодні тут проходить межа між трьома областями: Тернопільською, Хмельницькою і Чернівецькою.

## Відомі люди
В Ісаківцях народився український військовий і громадський діяч, майор Армії УНР Олексій Олександрович Козловський (1892—1971).
В Ісаківцях від жовтня 1925 року до березня 1930 року начальником застави 23-го Кам'янець-Подільського прикордонного загону Українського військового округу служив Віктор Бочков (1900—1981) — майбутній Прокурор Союзу РСР (у 1940—1943 роках). Тут минало дитинство його сина Бориса Бочкова (1924—1991) — майбутнього генерал-полковника авіації.
Влітку 1928 року в Ісаківцях побував український письменник Борис Антоненко-Давидович. Свої враження він передав у нарисі «Де когут піє на три держави», який увійшов до збірки «Землею українською» (1930).
1 вересня 1977 року український письменник Олесь Гончар разом із дружиною Валентиною Данилівнюю відвідав Ісаківці. Письменник занотував у щоденнику: «Потім були там, де Збруч впадає в Дністер, де півень співав на три держави».

## Охорона природи
Село лежить у межах національного природного парку «Подільські Товтри».

## Галерея

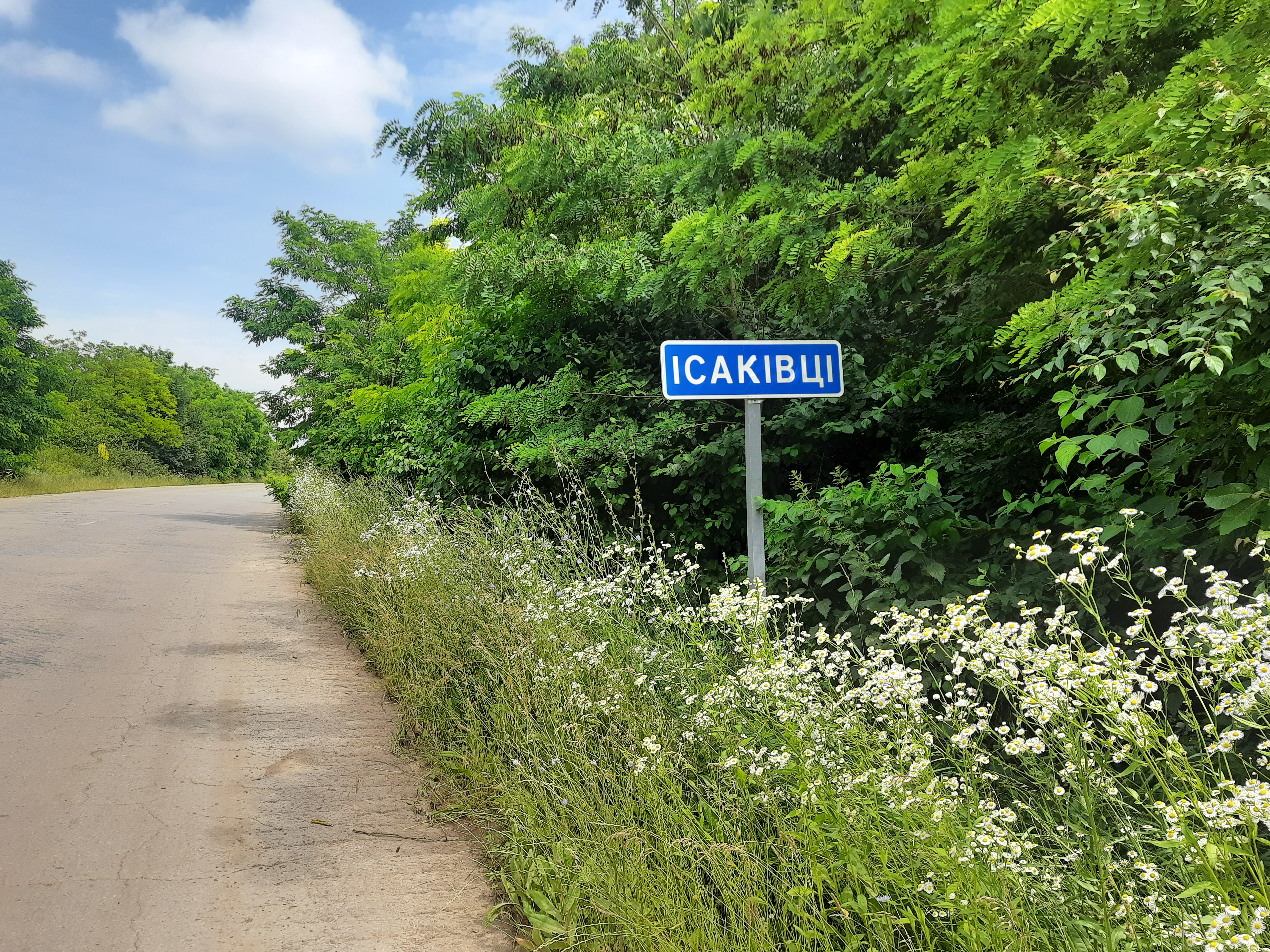
В'їзд у село
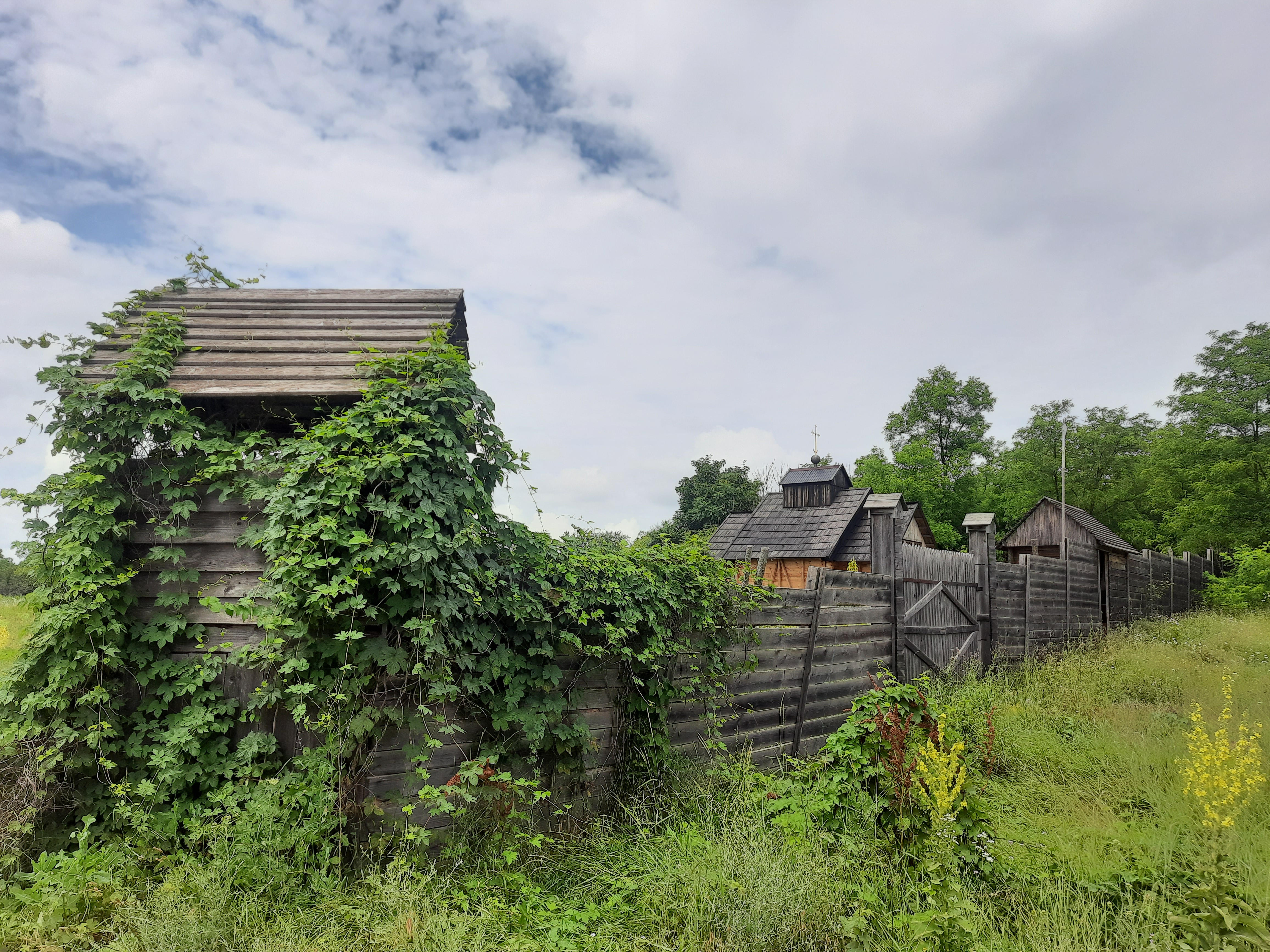
Етнокуточок
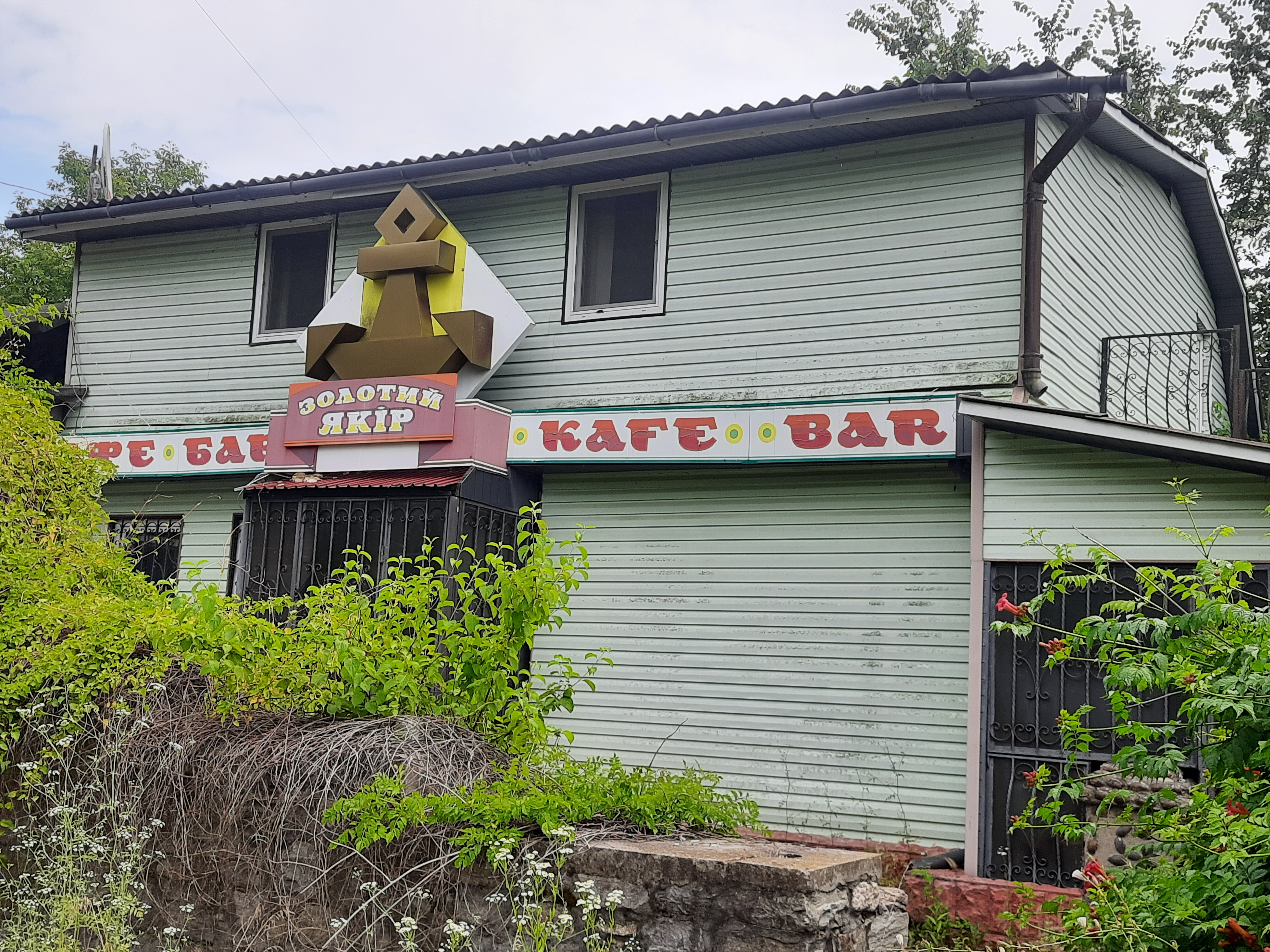
Придорожнє кафе
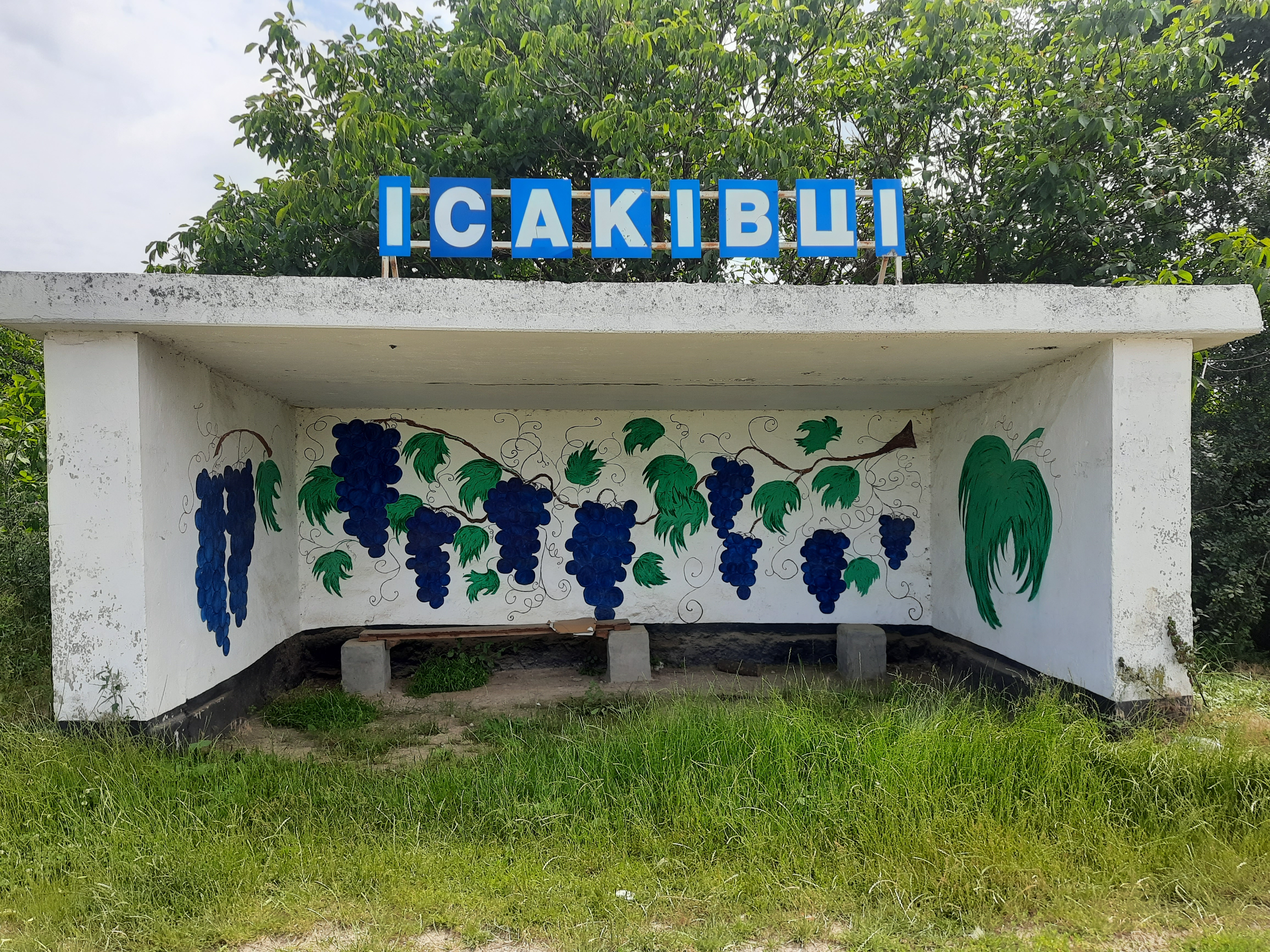
Автобусна зупинка
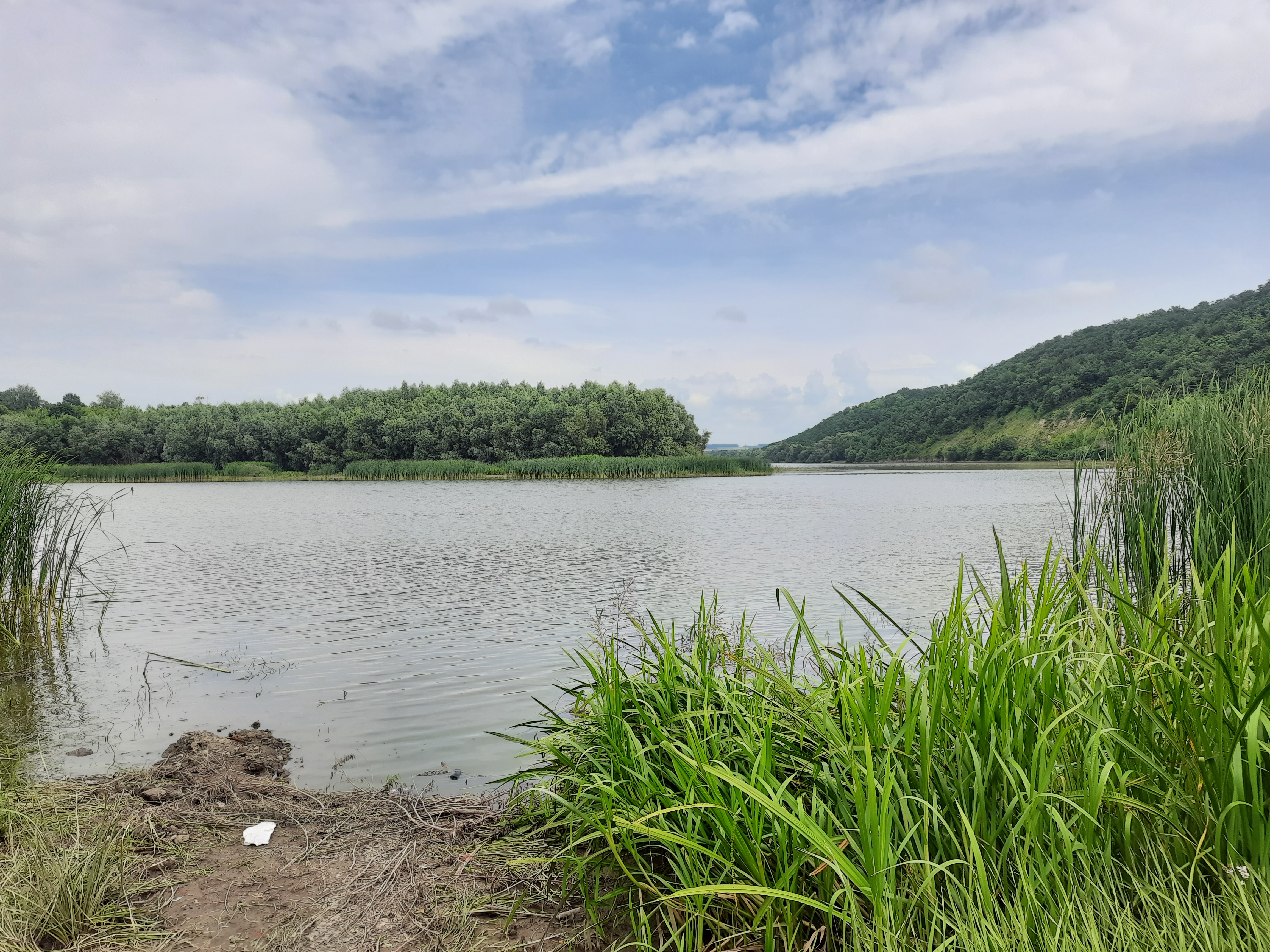
Гирло річки Збруч біля села
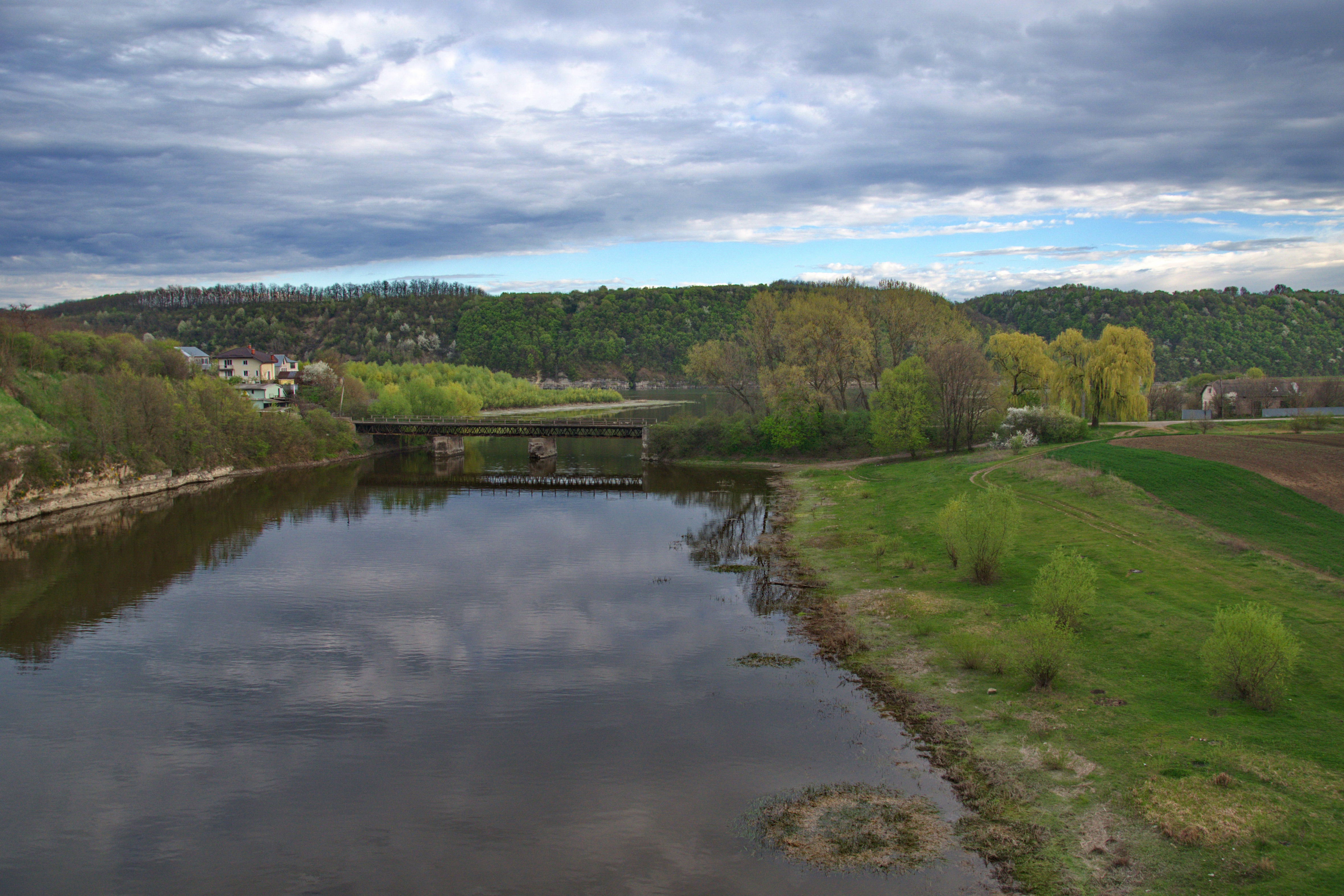
Де Збруч впадає в Дністер біля Ісаківців
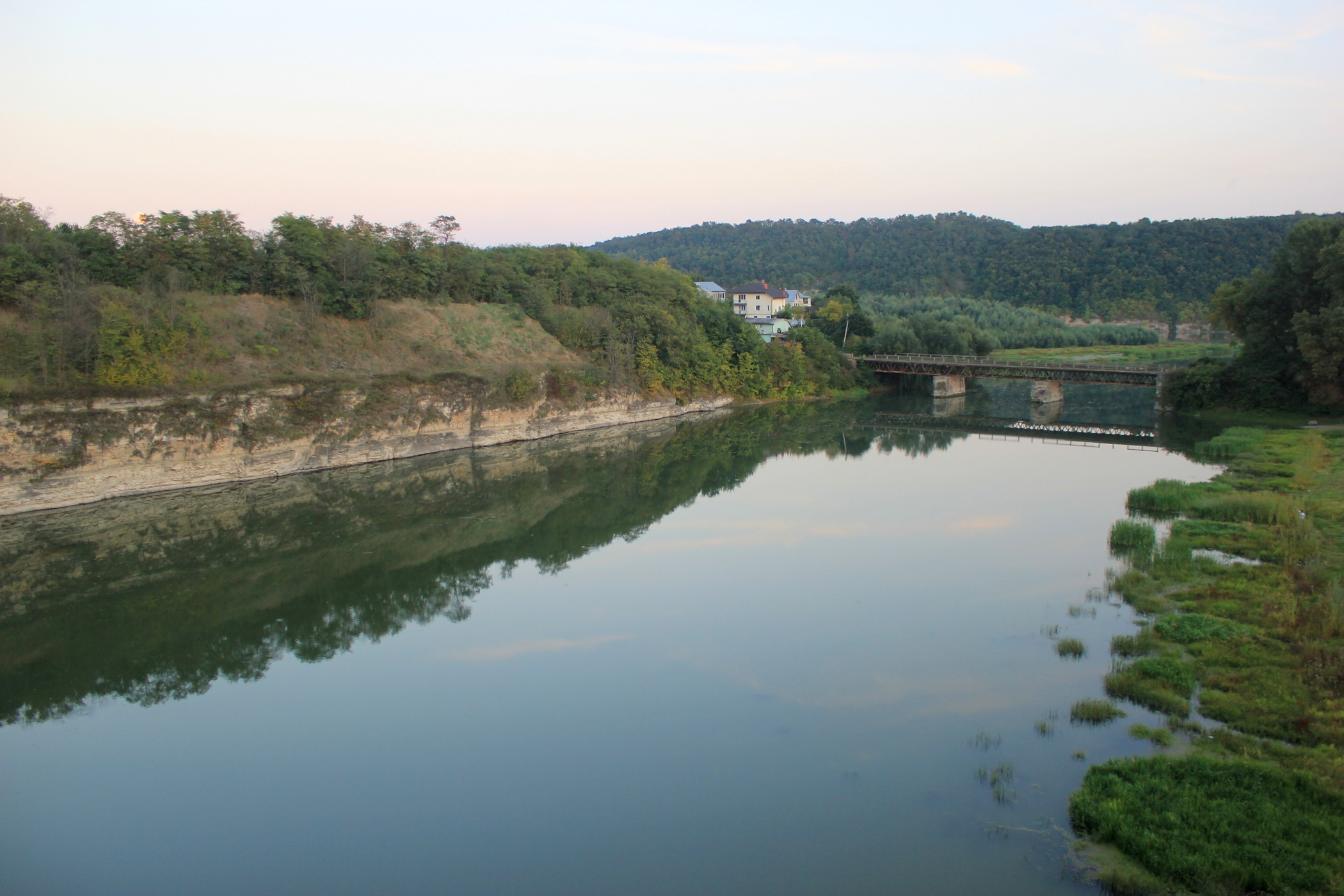
Збруч біля Ісаківців
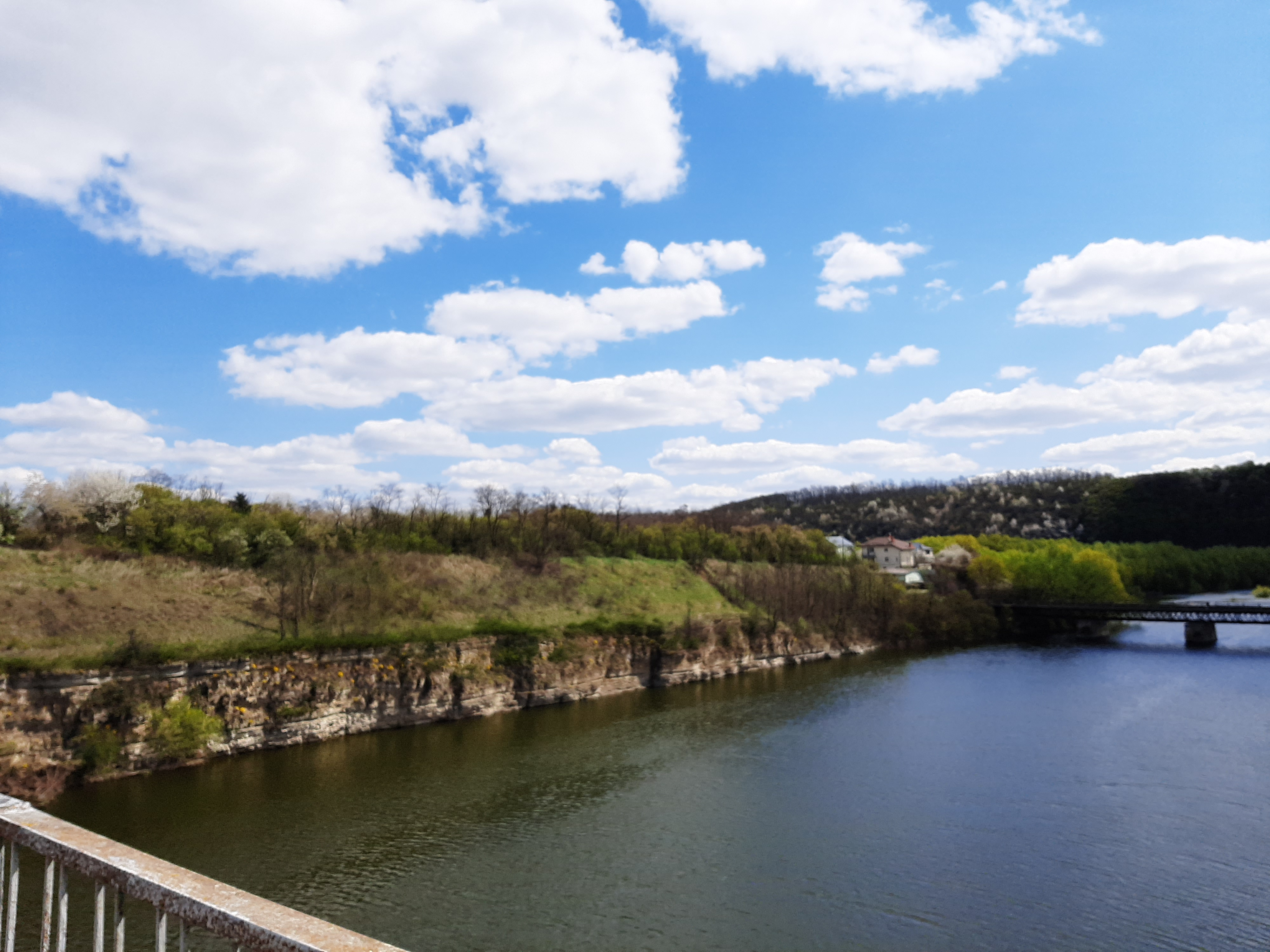
Силурійські відклади в Ісаківцях
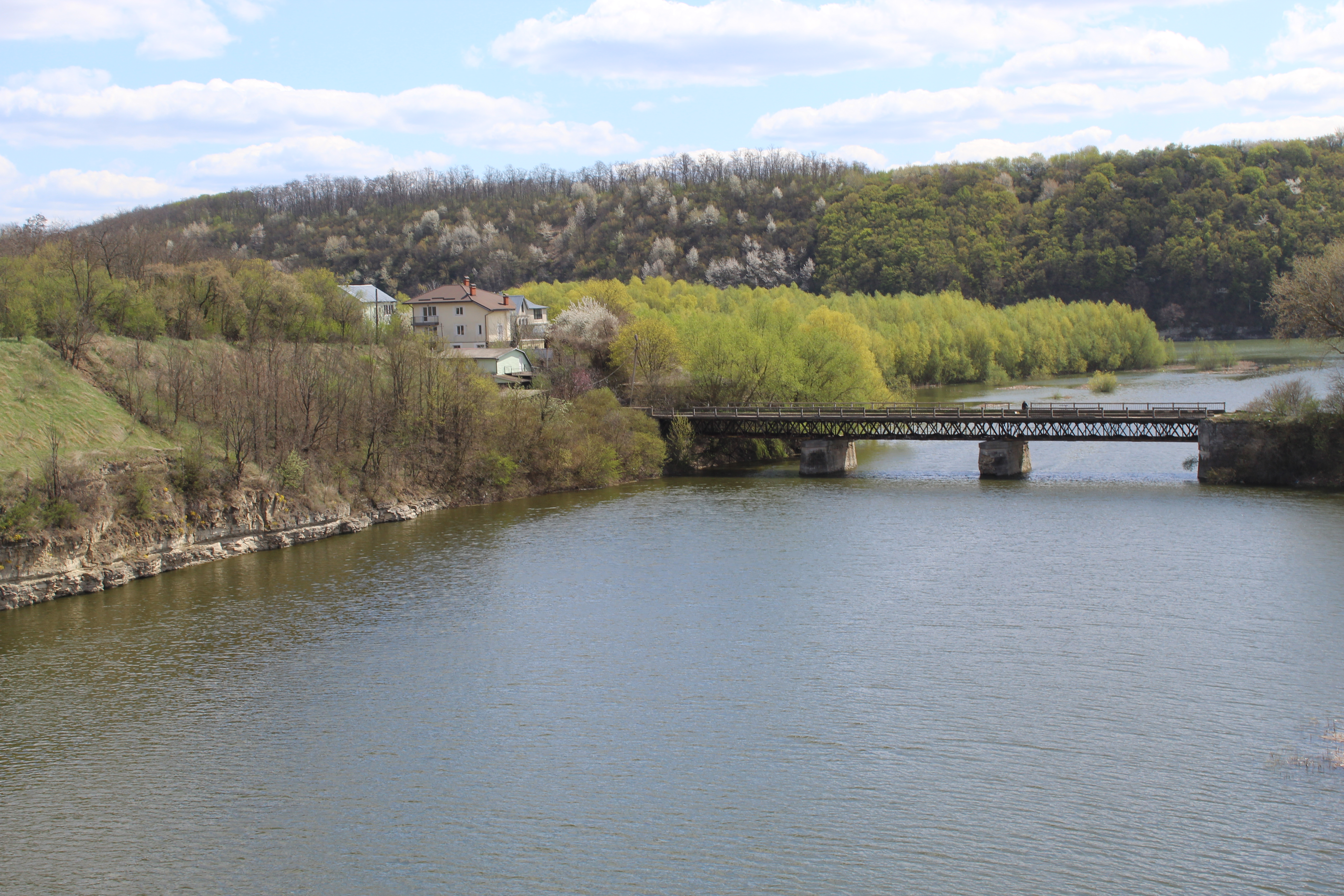
Старий міст через Збруч